# فينيسيوس سيلفا سواريس
فينيسيوس سيلفا سواريس (بالبرتغالية: Tartá‏) (13 أبريل 1989 في ريو دي جانيرو في البرازيل – )؛ هو لاعب كرة قدم كان يلعب كلاعب وسط.

## وصلات خارجية
- فينيسيوس سيلفا سواريس على موقع رابطة كرة القدم اليابانية للمحترفين (اليابانية)
- فينيسيوس سيلفا سواريس على موقع دوري كوريا الجنوبية (الإنجليزية)
- فينيسيوس سيلفا سواريس على موقع قاعدة بيانات كرة القدم.إي يو (الإنجليزية)
- فينيسيوس سيلفا سواريس على موقع Soccerway.com (الإنجليزية)
- فينيسيوس سيلفا سواريس على موقع عالم كرة القدم.نت (الإنجليزية)